# جیمز تارکووسکی
جیمز الن تارکووسکی (انگلیسی: James Alan Tarkowski؛ زادهٔ ۱۹ نوامبر ۱۹۹۲) بازیکن فوتبال اهل انگلستان است.
از باشگاه‌هایی که در آن بازی کرده‌است می‌توان به اولدهام اتلتیک، برنتفورد، و برنلی اشاره کرد.